# Federação Húngara de Futebol
A Federação Húngara de Futebol (em húngaro:  Magyar Labdarúgó-szövetség, MLSZ) é o órgão que dirige e controla o futebol da Hungria, comandando as competições nacionais e a Seleção Húngara de Futebol. A sede deste órgão está localizada em Budapeste, capital nacional.
Viveu seu auge na década de 1950, com o time que continha as estrelas Ferenc Puskás, Sándor Kocsis, Zoltán Czibor, Gyula Grosics, Nándor Hidegkuti, entre outros. Conquistaram a medalha de ouro nas Olimpíadas de 52, tendo uma série invicta caracterizada por grandes goleadas, mas que foi encerrada justamente na final da Copa do Mundo de 1954, para a Alemanha Ocidental. Um dos feitos memoráveis daquele time foi ter sido vencido a Inglaterra na casa do adversário, e por 6 a 3 — o que causou uma grande comoção na ilha, pois os ingleses até então nunca tinham sido derrotados em casa por times não-britânicos (na visão deles; a República da Irlanda, já independente, já tinha conseguido o feito antes, mas eram considerados britânicos). Na revanche, na Hungria, o massacre foi ainda maior — 7 a 1 para os magiares.
Entretanto, após a invasão da Hungria pelo Pacto de Varsóvia, em 1956, abalou o time, que encontrava-se em excursão pelo exterior. Os principais astros acabaram se exilando em outros países - a Espanha, por exemplo, recebeu Puskás (que foi para o Real Madrid), Kocsis e Czibor (que foram para o Barcelona) e deixaram de ser chamados. Mesmo com um novo craque, Flórián Albert, que liderou a equipe nas Copas de 58 à 66, a Hungria não foi mais a mesma.
György Szepesi foi presidente da federação de 1978 a 1986.